# Onthophagus lamnifer
Onthophagus lamnifer là một loài bọ cánh cứng trong họ Bọ hung (Scarabaeidae).